# فرناندا لیما
فرناندا کاما بریرا لیما (به پرتغالی: Fernanda Cama Pereira Lima) مشهور به فرناندا لیما (زادهٔ ۲۵ ژوئن ۱۹۷۷) مانکن بازیگر و مجری تلویزیون برزیلی ست. او فعالیتش در عرصهٔ مانکنی از ۱۴سالگی آغاز کرد. او فارغ‌التحصیل رشته روزنامه‌نگاری از دانشگاه FIAM است و از هواداران باشگاه فوتبال گرمیو است. فرناندا به همراه شوهرش رودریگو هیلبرت مجری برنامهٔ قرعه‌کشی جام جهانی فوتبال ۲۰۱۴ بود.

## واکنش‌ها در ایران
در هنگام پخش مستقیم قرعه‌کشی جام جهانی فوتبال ۲۰۱۴ درحالی که تلویزیون صحنه‌های قرعه‌کشی را به خاطر لباس او سانسور می‌کرد، عادل فردوسی‌پور پس از مواجهه با اصرارهای مکرر مهدی مهدوی کیا در برنامه ۹۰ مبنی بر پخش مراسم قرعه‌کشی جام جهانی فوتبال گفت: بگذاریم بگویم، لباس خانمی که در مراسم بر روی صحنه حضور دارند، خیلی منشوری است. پس از این اتفاق، برخی از ایرانی‌ها به صفحهٔ او در فیس‌بوک حمله کردند و او را با الفاظ زشت مورد تهدید قرار دادند در پی این اقدام، او صفحهٔ خود در فیس‌بوک را بست او در گفتگویی با فرانس ۲۴ گفت: نظر من به خاطر کامنت‌های توهین‌آمیز نسبت به آنها تغییر نکرده‌است و من همچنان به فرهنگ و همه انسان‌ها احترام می‌گذارم.